# 热琼·多杰扎巴
热琼·多杰扎巴（藏語：རས་ཆུང་རྡོ་རྗེ་གྲགས་པ་，威利转写：ras chung rdo rje grags pa，THL：ré-chung dor-jé drak-pa，1085年—1161年），又被称为热琼巴，藏传佛教噶举派尊者。
热琼巴出生于后藏贡塘，11岁时遇到米拉日巴后跟随他修拙火定（修脐轮火）。15岁时因患麻风病而离开米拉日巴独立居住。后来遇到三位印度的游方僧并跟他们前往印度，师从高僧巴拉真扎。麻风病痊愈后，他又前往尼泊尔，师从阿都那达侠等学习密续经。回到西藏后又从米拉日巴学法，后奉米拉日巴之命再度前往印度。在印度他跟从底普巴学习了无身空行母法九种法门。回藏后他将这也九种法门传给其师米拉日巴。后来他又前往前藏各地收徒传法，他所传授的被称为“热琼耳传”。

## 師承
- 米拉日巴

## 外部連結
- 密勒日巴大师歌集 第十篇　惹琼巴初遇尊者
- 密勒日巴大师歌集 第廿三篇　惹琼巴的开悟[]